# Phlebopenes consors
Phlebopenes consors är en stekelart som först beskrevs av Walker 1862.  Phlebopenes consors ingår i släktet Phlebopenes och familjen hoppglanssteklar. Inga underarter finns listade i Catalogue of Life.